# Diskografie Judas Priest
Následující seznam obsahuje kompletní diskografii anglické heavymetalové skupiny Judas Priest.

## Alba

### Studiová alba
| Rok                                                                               | Detaily alba | Vrchol v žebříčku | Vrchol v žebříčku | Vrchol v žebříčku | Vrchol v žebříčku | Vrchol v žebříčku | Vrchol v žebříčku | Vrchol v žebříčku | Vrchol v žebříčku | Vrchol v žebříčku | Vrchol v žebříčku | Vrchol v žebříčku | Vrchol v žebříčku | Certifikace                       |
| Rok                                                                               | Detaily alba | UK                | AUT               | CAN               | DEN               | ESP               | FIN               | FRA               | GER               | NOR               | SWE               | SWI               | US                | Certifikace                       |
| --------------------------------------------------------------------------------- | --- | ----------------- | ----------------- | ----------------- | ----------------- | ----------------- | ----------------- | ----------------- | ----------------- | ----------------- | ----------------- | ----------------- | ----------------- | --------------------------------- |
| 1974                                                                              | Rocka Rolla - Vydáno: 6. září 1974 - Label: Gull (#1005) - Formát: CD, kazeta, LP                                 | 76                | —                 | —                 | —                 | —                 | —                 | —                 | —                 | —                 | —                 | —                 | —                 |                                   |
| 1976                                                                              | Sad Wings of Destiny - Vydáno: 23, března 1976 - Label: Gull (#1015) - Formát: CD, kazeta, LP                     | 48                | —                 | —                 | —                 | —                 | —                 | —                 | —                 | —                 | —                 | —                 | —                 |                                   |
| 1977                                                                              | Sin After Sin - Vydáno: 23. dubna 1977 - Label: Columbia (#32005) - Formát: CD, kazeta, LP                        | 23                | —                 | —                 | —                 | —                 | —                 | —                 | —                 | —                 | 49                | —                 |                   | US: Gold                          |
| 1978                                                                              | Stained Class - Vydáno: 10. února 1978 - Label: Columbia (#82430) - Formát: CD, kazeta, LP                        | 27                | —                 | —                 | 45                | 57                | —                 | —                 | —                 | —                 | —                 | —                 | 104               | US: Gold                          |
| 1978                                                                              | Killing Machine/Hell Bent for Leather - Vydáno: 9. října 1978 - Label: Columbia (#83135) - Formát: CD, kazeta, LP | 32                | 17                | 22                | 6                 | 4                 | 1                 | 1                 | 8                 | 9                 | 19                | 7                 | 128               | US: Gold                          |
| 1980                                                                              | British Steel - Vydáno: 14. dubna 1980 - Label: Columbia (#84160) - Formát: CD, kazeta, LP                        | 4                 | 18                | 45                | 6                 | 6                 | 25                | —                 | 83                | 21                | 20                | —                 | 34                | UK: Silver US: Platinum CAN: Gold |
| 1981                                                                              | Point of Entry - Vydáno: 26. února 1981 - Label: Columbia (#84834) - Formát: CD, kazeta, LP                       | 14                | —                 | 42                | —                 | —                 | —                 | —                 | 19                | 32                | 14                | —                 | 39                | UK: Silver US: Gold               |
| 1982                                                                              | Screaming for Vengeance - Vydáno: 17. července 1982 - Label: Columbia (#85941) - Formát: CD, kazeta, LP           | 11                | —                 | 17                | —                 | 39                | —                 | —                 | 23                | 26                | 12                | —                 | 17                | US: 2× Platinum CAN: Platinum     |
| 1984                                                                              | Defenders of the Faith - Vydáno: 4. ledna 1984 - Label: Columbia (#25713) - Formát: CD, kazeta, LP                | 19                | 2                 | 17                | 9                 | 1                 | 5                 | —                 | 21                | 17                | 2                 | 12                | 18                | US: Platinum CAN: Platinum        |
| 1986                                                                              | Turbo - Vydáno: 15. dubna 1986 - Label: Columbia (#26641) - Formát: CD, kazeta, LP                                | 33                | 1                 | 3                 | 2                 | 1                 | 6                 | 8                 | 2                 | 13                | 10                | 2                 | 17                | US: Platinum CAN: Platinum        |
| 1988                                                                              | Ram It Down - Vydáno: 17. května 1988 - Label: Columbia (#44244) - Formát: CD, kazeta, LP                         | 24                | 4                 | 3                 | 12                | 12                | 7                 | —                 | 9                 | 5                 | 5                 | 8                 | 31                | US: Gold CAN: Gold                |
| 1990                                                                              | Painkiller - Vydáno: 3. září 1990 - Label: Columbia (#46891) - Formát: CD, kazeta, LP                             | 26                | 22                | 29                | —                 | 68                | —                 | —                 | 7                 | 19                | 19                | 14                | 26                | US: Gold CAN: Gold                |
| 1997                                                                              | Jugulator - Vydáno: 28. října 1997 - Label: CMC International (#86224) - Formát: CD, cassette, LP                 | 75                | 34                | 87                | —                 | —                 | 24                | —                 | 9                 | —                 | 33                | 43                | 82                |                                   |
| 2001                                                                              | Demolition - Vydáno: 31. července 2001 - Label: Atlantic (#83480) - Formát: CD, kazeta, LP                        | —                 | 72                | —                 | —                 | 7                 | 6                 | 72                | 16                | —                 | 72                | 55                | 158               |                                   |
| 2005                                                                              | Angel of Retribution - Vydáno: 28. února 2005 - Label: Epic (#92933) - Formát: CD, DualDisc, LP                   | 39                | 10                | —                 | 19                | 6                 | 6                 | 43                | 5                 | 6                 | 3                 | 19                | 13                |                                   |
| 2008                                                                              | Nostradamus - Vydáno: 17. června 2008 - Label: Epic - Formát: CD, LP                                              | 30                | 13                | 9                 | 17                | 26                | 3                 | 38                | 5                 | 12                | 5                 | 12                | 11                |                                   |
| 2014                                                                              | Redeemer of Souls - Vydáno: 14. července 2014 - Label: Epic (#92933) - Formát: CD, LP                             |                   |                   |                   |                   |                   |                   |                   |                   |                   |                   |                   |                   |                                   |
| 2018                                                                              | Firepower - Vydáno: 9. března 2018 - Label: Epic - Formát: CD, LP                                                 |                   |                   |                   |                   |                   |                   |                   |                   |                   |                   |                   |                   |                                   |
| 2024                                                                              | Invincible Shield - Vydáno: březen 2024 - Label: Epic - Formát: CD, LP                                            |                   |                   |                   |                   |                   |                   |                   |                   |                   |                   |                   |                   |                                   |
| "—" znamená, že titul se v dané zemi v žebříčku neumístil nebo zde vůbec nevyšel. | |                   |                   |                   |                   |                   |                   |                   |                   |                   |                   |                   |                   |                                   |

### Koncertní alba
| Rok  | Detaily alba                                                                                 | Vrchol v žebříčku | Vrchol v žebříčku | Vrchol v žebříčku | Vrchol v žebříčku | Vrchol v žebříčku | Vrchol v žebříčku | Vrchol v žebříčku | Vrchol v žebříčku | Certifikace        |
| Rok  | Detaily alba                                                                                 | UK                | AUT               | CAN               | GER               | NOR               | SWE               | SWI               | US                | Certifikace        |
| ---- | -------------------------------------------------------------------------------------------- | ----------------- | ----------------- | ----------------- | ----------------- | ----------------- | ----------------- | ----------------- | ----------------- | ------------------ |
| 1979 | Unleashed in the East - Vydáno: říjen, 1979 - Label: Columbia Records - Formát: CD, CS, LP   | 10                | —                 | 73                | —                 | —                 | —                 | —                 | 70                | US: Platinum       |
| 1987 | Priest...Live! - Vydáno: 21. června 1987 - Label: Columbia Records - Formát: CD, CS, LP      | 47                | 22                | 39                | 23                | 16                | 19                | 18                | 38                | US: Gold CAN: Gold |
| 1998 | '98 Live Meltdown - Vydáno: 29. září 1998 - Label: SPV GmbH - Formát: CD, CS, LP             | —                 | —                 | —                 | 63                | —                 | —                 | —                 | —                 |                    |
| 2003 | Live in London - Vydáno: 8. dubna 2003 - Label: SPV - Formát: CD, LP                         | —                 | —                 | —                 | 54                | —                 | —                 | —                 | —                 |                    |
| 2009 | A Touch of Evil: Live - Vydáno: 14. července 2009 - Label: Sony - Formát: CD                 | —                 | —                 | —                 | —                 | —                 | —                 | —                 | 87                |                    |
| 2010 | British Steel - 30th Anniversary - Live - Vydáno: 10. května 2010 - Label: Sony - Formát: CD | —                 | —                 | —                 | —                 | —                 | —                 | —                 | —                 |                    |

### Kompilační alba
| Rok  | Detaily alba | Vrchol v žebříčku | Vrchol v žebříčku | Vrchol v žebříčku | Vrchol v žebříčku | Vrchol v žebříčku | Vrchol v žebříčku |
| Rok  | Detaily alba | UK                | FIN               | GER               | SWE               | SWI               | US                |
| ---- | --- | ----------------- | ----------------- | ----------------- | ----------------- | ----------------- | ----------------- |
| 1993 | Metal Works '73–'93 - Vydáno: 18. května 1993 - Label: Sony Records - Formát: CD, CS, LP                               | 37                | —                 | 50                | —                 | 40                | 155               |
| 1997 | The Best of Judas Priest: Living After Midnight - Vydáno: 3. února 1998 - Label: Columbia Records - Formát: CD, CS, LP | —                 | —                 | —                 | —                 | —                 | —                 |
| 2004 | Metalogy - Vydáno: 11. května 2004 - Label: Columbia Records - Formát: CD, LP                                          | —                 | —                 | —                 | —                 | —                 | —                 |
| 2006 | The Essential Judas Priest - Vydáno: 11. dubna 2006 - Label: Columbia Records - Formát: CD, CS, LP                     | —                 | 21                | —                 | 23                | —                 | —                 |

## Singly
| Rok  | Titul                             | Vrchol v žebříčku | Vrchol v žebříčku | Vrchol v žebříčku | Vrchol v žebříčku | Album                   |
| Rok  | Titul                             | UK                | CAN               | US                | US Main           | Album                   |
| ---- | --------------------------------- | ----------------- | ----------------- | ----------------- | ----------------- | ----------------------- |
| 1974 | "Rocka Rolla"                     | —                 | —                 | —                 | —                 | Rocka Rolla             |
| 1976 | "The Ripper"                      | —                 | —                 | —                 | —                 | Sad Wings of Destiny    |
| 1977 | "Diamonds & Rust"                 | —                 | —                 | —                 | —                 | Sin After Sin           |
| 1978 | "Better by You, Better Than Me"   | —                 | —                 | —                 | —                 | Stained Class           |
| 1978 | "Evening Star"                    | 53                | —                 | —                 | —                 | Killing Machine         |
| 1979 | "Take on the World"               | 14                | —                 | —                 | —                 | Killing Machine         |
| 1979 | "Rock Forever"                    | —                 | —                 | —                 | —                 | Killing Machine         |
| 1980 | "Living After Midnight"           | 12                | —                 | —                 | —                 | British Steel           |
| 1980 | "Breaking the Law"                | 12                | —                 | —                 | —                 | British Steel           |
| 1980 | "United"                          | 26                | —                 | —                 | —                 | British Steel           |
| 1981 | "Don't Go"                        | 51                | —                 | —                 | —                 | Point of Entry          |
| 1981 | "Heading Out to the Highway"      | —                 | —                 | —                 | 10                | Point of Entry          |
| 1981 | "Hot Rockin'"                     | 60                | —                 | —                 | —                 | Point of Entry          |
| 1982 | "You've Got Another Thing Comin'" | 66                | —                 | 67                | 4                 | Screaming for Vengeance |
| 1982 | "(Take These) Chains"             | —                 | —                 | —                 | —                 | Screaming for Vengeance |
| 1982 | "Electric Eye"                    | —                 | —                 | —                 | 38                | Screaming for Vengeance |
| 1983 | "Freewheel Burning"               | 42                | —                 | —                 | —                 | Defenders of the Faith  |
| 1984 | "Love Bites"                      | —                 | —                 | —                 | —                 | Defenders of the Faith  |
| 1984 | "Some Heads Are Gonna Roll"       | —                 | —                 | —                 | —                 | Defenders of the Faith  |
| 1986 | "Turbo Lover"                     | —                 | 50                | —                 | —                 | Turbo                   |
| 1986 | "Locked In"                       | —                 | —                 | —                 | 25                | Turbo                   |
| 1986 | "Parental Guidance"               | —                 | —                 | —                 | —                 | Turbo                   |
| 1988 | "Johnny B. Goode"                 | 64                | —                 | —                 | —                 | Ram it Down             |
| 1988 | "Ram It Down"                     | "                 | —                 | —                 | —                 |                         |
| 1990 | "Painkiller"                      | 74                | —                 | —                 | —                 | Painkiller              |
| 1991 | "A Touch of Evil"                 | 58                | —                 | —                 | 29                | Painkiller              |
| 1992 | "Night Crawler"                   | 63                | —                 | —                 | —                 | Painkiller              |
| 1997 | "Burn in Hell"                    | —                 | —                 | —                 | —                 | Jugulator               |
| 2001 | "Machine Man"                     | —                 | —                 | —                 | —                 | Demolition              |
| 2005 | "Revolution"                      | —                 | —                 | —                 | 23                | Angel of Retribution    |
| 2008 | "War"                             | —                 | —                 | —                 | —                 | Nostradamus             |

## Video alba
| Rok  | Detaily videa                                                                               | Certifikace  |
| ---- | ------------------------------------------------------------------------------------------- | ------------ |
| 1983 | Judas Priest Live - Label: CMV - Formát: VHS                                                |              |
| 1986 | Fuel for Life - Label: Columbia Records - Formát: VHS                                       | US: Gold     |
| 1987 | Priest...Live! - Vydáno: 21. června 2001 - Label: Columbia Records - Formát: VHS            | US: Gold     |
| 1993 | Metal Works '73–'93 - Vydáno: 25. května 1993 - Label: Sony (#49885) - Formát: VHS          |              |
| 2001 | British Steel - Vydáno: 6. listopadu 2001 - Label: Eagle Vision (#9002) - Formát: DVD, VHS  |              |
| 2002 | Live in London - Vydáno: 23. července 2002 - Label: Steamhammer (#7426) - Formát: DVD, VHS  |              |
| 2003 | Electric Eye - Vydáno: 24. listopadu 2003 - Label: Sony (#51411) - Formát: DVD              | US: Platinum |
| 2005 | Rising in the East - Vydáno: 8. listopadu 2005 - Label: Rhino Home Video - Formát: VHS, DVD | US: Gold     |
| 2006 | Live Vengeance '82 - Vydáno: prosinec, 2006 - Label: Sony - Formát: DVD                     |              |
| 2010 | British Steel - 30th Anniversary DVD - Vydáno: 10. května 2010 - Label: Sony - Formát: DVD  |              |
| 2013 | Epitaph - Vydáno: 28. května 2013 - Label: Legacy - Formát: DVD, Blu-Ray                    |              |
| 2016 | Battle Cry - Vydáno: - 25. března 2016 (DVD) - 1. dubna 2016 (Blu-Ray) - Label: Epic        |              |

## Hudební videa
| Rok  | Titul                             | Režie           |
| ---- | --------------------------------- | --------------- |
| 1980 | „Living After Midnight“           | Julien Temple   |
| 1980 | „Breaking the Law“                | Julien Temple   |
| 1981 | „Don't Go“                        | Julien Temple   |
| 1981 | „Heading Out to the Highway“      | Julien Temple   |
| 1981 | „Hot Rockin'“                     | Julien Temple   |
| 1982 | „You've Got Another Thing Comin'“ | Julien Temple   |
| 1984 | „Freewheel Burning“               | Julien Temple   |
| 1984 | „Love Bites“                      | Keith MacMillan |
| 1986 | „Turbo Lover“                     | Wayne Isham     |
| 1986 | „Locked In“                       | Wayne Isham     |
| 1988 | „Johnny B. Goode“                 | Wayne Isham     |
| 1990 | „Painkiller“                      | Wayne Isham     |
| 1990 | „A Touch of Evil“                 | Wayne Isham     |
| 1997 | „Burn in Hell“                    |                 |
| 2001 | „Lost and Found“                  | Aubrey Powell   |
| 2005 | „Revolution“                      |                 |
| 2008 | „The Four Horsemen“/„War“         | Tony Luke       |
| 2018 | „Lightning Strike“                |                 |
| 2018 | „Spectre“                         |                 |
| 2018 | „No Surrender“                    |                 |